# Trachelipodidae
Famille
Les Trachelipodidae forment une famille de cloportes. Certaines de ses espèces ont été déplacées vers les Porcellionidae en 1989, avant d'intégrer la famille des Agnaridae en 2003. Les Trachelipodidae pourraient cependant toujours être une famille paraphylétique.

## Liste des genres
Selon World Register of Marine Species (15 janv. 2012) :
- Desertoniscus Verhoeff, 1930
- Fossoniscus Strouhal, 1965
- Hemilepistoides Borutzkii, 1945
- Hemilepistus Budde-Lund, 1885
- Irakoniscus Vandel, 1980
- Koreoniscus Verhoeff, 1937
- Lucasioides Kwon, 1993
- Mongoloniscus Verhoeff, 1930
- Nagurus Holthuis, 1949
- Orthometopon Verhoeff, 1917
- Pagana Budde-Lund, 1908
- Panchaia Taiti & Ferrara, 2004
- Phalaba Budde-Lund, 1910
- Porcellium Dahl, 1916
- Protracheoniscus Verhoeff, 1917
- Pseudorthometopon Schmalfuss, 1986

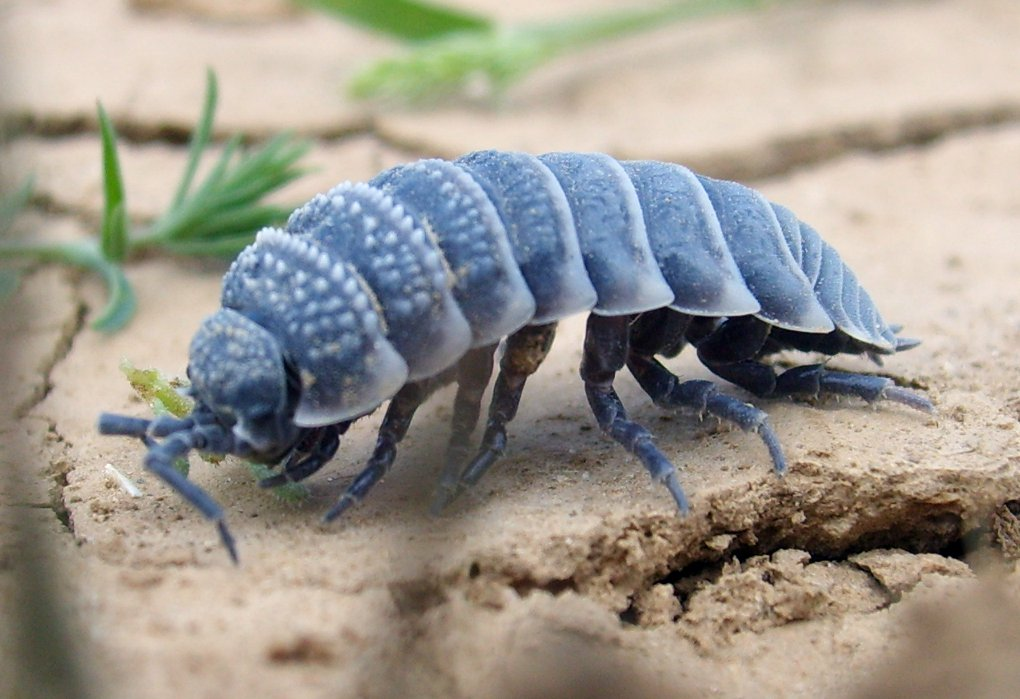
Hemilepistus reaumuri, dorénavant placé dans la famille des Agnaridae.

- Socotroniscus Ferrara & Taiti, 1996
- Tadzhikoniscus Borutzkii, 1976
- Tamarida Taiti & Ferrara, 2004
- Trachelipus Budde-Lund, 1908
- Tritracheoniscus Taiti & Manicastri, 1985

Selon Schmalfuss (2003) :
- Nagurus Holthuis, 1949
- Pagana Budde-Lund, 1908
- Panchaia Taiti & Ferrara, 2004
- Porcellium Dahl, 1916
- Tamarida Taiti & Ferrara, 2004
- Trachelipus Budde-Lund, 1908